# Stabile Homologie
Als stabile Homologie bezeichnet man in der Mathematik die sich ab einem gewissen Index {\displaystyle n(i)} nicht mehr ändernden Homologiegruppen {\displaystyle H_{i}(G_{n})} von Gruppen einer natürlichen Folge {\displaystyle G_{n}}.

## Symmetrische Gruppen
Die Homologie {\displaystyle H_{i}(S_{n})} der symmetrischen Gruppe {\displaystyle S_{n}} ändert sich nicht mehr für {\displaystyle n\geq 2i}.

## Zopfgruppen
Die Homologie {\displaystyle H_{i}(B_{n})} der Zopfgruppe {\displaystyle B_{n}} ändert sich nicht mehr für {\displaystyle n\geq 2i}.

## Allgemeine lineare Gruppe
Die Homologie {\displaystyle H_{i}(GL(n,R))} der allgemeinen linearen Gruppe über einem kommutativen noetherschen Ring endlicher Krull-Dimension {\displaystyle dim(R)} ändert sich nicht mehr für {\displaystyle n\geq 2i+dim(R)+2}.

## Orthogonale Gruppe
Die Homologie {\displaystyle H_{i}(O(n))} der orthogonalen Gruppen {\displaystyle O(n,K)} über einem algebraisch abgeschlossenen Körper der Charakteristik {\displaystyle char(K)\not =2} ändert sich nicht mehr für {\displaystyle n\geq i+1}.

## Spezielle lineare Gruppe
Die Homologie {\displaystyle H_{i}(SL(n,K))} der speziellen linearen Gruppe über einem Körper der Charakteristik {\displaystyle 0} ändert sich nicht mehr für {\displaystyle n\geq i+1}.

## Abbildungsklassengruppe
Die Homologie {\displaystyle H_{i}(MCG(S_{g,r}))} der Abbildungsklassengruppen der Flächen vom Geschlecht {\displaystyle g} mit {\displaystyle r\geq 1} Randkomponenten ändert sich nicht mehr für {\displaystyle g\geq {\frac {3}{2}}i-{\frac {1}{2}}}.

## Automorphismengruppen freier Gruppen
Die Homologie {\displaystyle H_{i}(Aut(F_{n}))} der Automorphismengruppen freier Gruppen ändert sich nicht mehr für {\displaystyle n\geq 2i+3}.